# Толстопальцево (посёлок)
Толстопа́льцево — посёлок, административно входящий в состав района Внуково Новомосковского административного округа города Москвы как часть Толстопальцевского сельсовета. Расположен недалеко от одноимённой деревни, также входящей в состав района Внуково, и деревни Марушкино в Новомосковском административном округе Москвы.
В состав Москвы посёлок вошёл в 1984 году.

## Транспорт
Курсируют автобусные маршруты № 750 (Посёлок Толстопальцево - Станция Солнечная), № 889 (ул. Ленина (пос. Толстопальцево) — ул. Насосная (пос. Внуково)), обслуживаемые ГУП «Мосгортранс».